# Ida Cook
Ida Cook (1904 en Sunderland, Inglaterra - 11 de diciembre de 1985) fue galardonada junto a su hermana Mary Louise Cook (1901-1991) con el reconocimiento de Justos entre las Naciones por su labor al salvar judíos europeos. Ida Cook, financió su ayuda a refugiados gracias a su trabajo de novelista romántica para la editorial Mills & Boon con el seudónimo de Mary Burchell. También escribió como James Keene en colaboración con William Everett Cook.

## Biografía
Ida Cook nació en 1904 en el 37 Croft Avenue de Sunderland, Inglaterra. Siempre estuvo muy unida a su hermana mayor Mary Louise Cook, con la que asistió a la Duchess' School en Alnwick. Más tarde, ambas hermanas comenzaron a trabajar para la administración pública en Londres, dónde desarrollaron un pasionado interés por la ópera. 
Una presencia constante en Covent Garden, la pareja conoció a algunos de los más grandes cantantes de la época; Amelita Galli-Curci, Rosa Ponselle, Tito Gobbi y Maria Callas. También llegaron a conocer el director austríaco Clemens Krauss, y fue a través de él, que las hermanas se enteraron de la persecución de los Judíos de Europa. En 1934, la esposa de Krauss pidió a las hermanas que ayudaran a un amigo a salir de Alemania. Habiendo logrado esto, las hermanas continuaron su buena labor, pretendiendo pasar por excéntricas fanáticas de ópera  dispuestas a ir a cualquier lado para escuchar un artista favorito. Krauss les prestó su asistencia, organizando actuaciones en las ciudades que las hermanas necesitaban visitar. Ellas realizaron repetidos viajes a Alemania, rescatando joyas y objetos de valor pertenecientes a familias judías. Esto permitió a judíos británicos obtener seguridad financiera - a los judíos no se les permitía salir de Alemania con su dinero. El uso de muchas técnicas de evasión, incluido el re-etiquetado de las pieles con las etiquetas de Londres, permitió a las hermanas ayudar a 29 personas a escapar de una muerte casi segura.
Las finanzas de las hermanas Cook eran un poco precarias, y cuando Ida obtuvo un contrato con Mills & Boon para publicar su primera novela en 1936, ella dejó la Administración Pública para escribir a tiempo completo. Como Mary Burchell, se convirtió en una prolífica escritora de ficción romántica. Su gran popularidad ayudó al éxito de Mills & Boon, y a ella le garantizó unos ingresos importantes después de la guerra. Por muchas décadas, su escritura le sirvió como apoyo para sus dos grandes pasiones: los refugiados y los jóvenes cantantes de ópera. Su piso en Dolphin Square alojó en varias ocasiones familias europeas sin hogar.
En 1950, Ida Cook escribió su autobiografía: "We followed our stars", y, en 1965, las  hermanas Cook recibieron el galardón de Justos entre las Naciones.
Ella ayudó a fundar y fue durante muchos años presidente de la Romantic Novelist's Association. Como Mary Burchell, escribió más de un centenar de novelas románticas, muchas de las cuales fueron traducidas, siendo su obra más famosa "La Saga Warrender", una serie sobre el mundo de la ópera, lleno de detalles realistas. Asimismo, escribió como James Keene en colaboración con William Everett Cook. 
Ida Cook falleció el 11 de diciembre de 1985, y su hermana Louise en 1991.

### Como Mary Burchell

#### Novelas independientes
- Wife to Christopher, 1936
- Except my Love, 1937
- Nobody Asked Me, 1937
- But Not For Me, 1938
- Other Lips Have Loved You: Two Loves Have I, 1938
- With all my worldy goods, 1938
- Yet Love Remains, 1938
- After Office Hours, 1939
- Little Sister, 1939
- One of the Family, 1939
- Such is Love, 1939
- I'll Go With You, 1940
- Pay Me Tomorrow, 1940
- Yours With Love, 1940
- Accompanied by his Wife, 1941 (Un matrimonio especial)
- Always Yours, 1941
- Just a Nice Girl, 1941
- Strangers May Marry, 1941
- Love Made the Choice, 1942
- Thine Is My Heart, 1942
- Where Shall I Wander?, 1942
- Dare I Be Happy?, 1943
- My Old Love Came, 1943
- Dearly Beloved, 1944
- Take Me with You, 1944
- Thanks to Elizabeth, 1944
- Away Went Love, 1945
- Meant for Each Other, 1945
- Find Out the Way, 1946
- First Love-Last Love, 1946
- Wife by Arrangement, 1946
- Not Without You, 1947
- Under Joint Management, 1947
- Ward of Lucifer, 1947
- If You Care, 1948
- The Brave in Heart, 1948
- Then Come Kiss Me, 1948
- Choose Which You Will, 1949
- I Will Love You Still, 1949
- If This Were All, 1949
- Wish on the Moon, 1949
- A Letter for Don, 1950
- At First Sight, 1950
- Love Him or Leave Him, 1950
- Here I Belong, 1951
- Mine for a Day, 1951
- Tell Me My Fortune, 1951
- Over the Blue Mountains, 1952
- Stolen Heart, 1952
- Sweet Adventure, 1952
- A Ring on Her Finger, 1953
- No Real Relation, 1953
- The Heart Cannot Forget, 1953
- The Heart Must Choose 1953
- Nurse Allison's Trust: Meet Me Again 1954
- Under the Stars of Paris, 1954
- When Love's Beginning, 1954
- The Prettiest Girl, 1955
- Yours to Command, 1955
- For Ever and Ever, 1956
- Loving is Giving, 1956
- On the Air, 1956
- To Journey Together 1956
- And Falsely Pledge My Love 1957
- It's Rumoured in the Village 1957
- Joanna at the Grange 1957
- Love is my Reason 1957
- Nurse Marika, loyal in all: Loyal in all, 1957
- Dear Sir 1958
- Dear Trustee, 1958
- Hospital Corridors 1958
- The Girl in the Blue Dress 1958
- Honey 1959
- Star Quality = Surgeon of Distinction 1959
- Across the Counter, 1960
- Choose the One You'll Marry, 1960
- Corner House, 1960
- Paris-and my love, 1960
- My Sister Celia, 1961
- Reluctant Relation, 1961
- The Wedding Dress, 1961
- House of Conflict, 1962
- Inherit My Heart, 1962
- Dangerous Loving, 1963
- Sweet Meadows, 1963
- Do Not Go, My Love, 1964/01
- The Strange Quest of Anne Weston: The Strange Quest of Nurse Anne 1964
- Girl With a Challenge, 1965
- Her Sister's Children, 1965
- The Other Linding Girl, 1966
- Cinderella After Midnight, 1967
- Damaged Angel, 1967/01
- The Marshall Family, 1967
- Though Worlds Apart, 1967
- Missing from Home, 1968
- A Home for Joy 1969
- The Rosewood Box 1970
- Call and I'll Come 1970
- Second Marriage 1971
- One Man's Heart 1971
- Bargain Wife 1979

#### The Warrender Saga(La Saga Warrender)
1. A Song Begins, 1965
2. The Broken Wing, 1966
3. When Love is Blind, 1967
4. The Curtain Rises, 1969
5. Child of Music,	1971
6. Music of the Heart, 1972
7. Unbidden Melody, 1973
8. Song Cycle, 1974
9. Remembered Serenade, 1975
10. Elusive Harmony, 1976
11. Nightingales, 1980
12. Masquerade with Music, 1982
13. On Wings of Song, 1985 (En Alas de una Canción, 1987)

### Como Ida Cook

#### No ficción
- We Followed Our Stars (1950)